# Federazione Italiana Motonautica
La Federazione Italiana Motonautica (FIM) nacque il 13 dicembre 1923 a Milano, ed è la federazione sportiva che gestisce l'organizzazione ed il controllo della motonautica in Italia
È riconosciuta dal Comitato olimpico nazionale italiano (CONI) ed, internazionalmente, dall'Union Internationale Motonautique (UIM), inoltre aderisce all'International Jet Sports Boating Association (IJSBA).
Ad essa è demandata l'organizzazione, creazione, la regolamentazione e la gestione dei vari campionati (sia Inshore sia Offshore) dello sport motonautico in territorio nazionale.

## Campionati italiani organizzati
- Campionato italiano offshore
- Campionato italiano Inshore
- Campionato italiano aquabike
- Campionato italiano endurance

## Presidenti
| Presidente                          | Dal  | Al        | Note               |
| ----------------------------------- | ---- | --------- | ------------------ |
| Ferdinando di Savoia                | 1924 | 1931      |                    |
| Aimone di Savoia Aosta              | 1931 | 1933      |                    |
| Alessandro Orsi                     | 1933 | 1935      |                    |
| Conte Giovanni di Sangro di Buccino | 1935 | 1936      |                    |
| Principe Carlo Ruspoli              | 1936 | 1940      | Reggente CONI      |
| Achille Castoldi                    | 1940 | 1945      |                    |
| Principe Vitaliano Borromeo Arese   | 1945 | 1958      |                    |
| Conte Mario Agusta                  | 1958 | 1969      | Deceduto in carica |
| Renato Cani                         | 1969 | 1969      | Reggente CONI      |
| Angelo Moratti                      | 1969 | 1974      | deceduto in carica |
| Pietro Bertola                      | 1974 | 1974      | Reggente           |
| Vittore Catella                     | 1974 | 1977      |                    |
| Giorgio de' Bartolomeis             | 1977 | 1986      |                    |
| Angelo Vassena                      | 1986 | 1988      | Dimesso            |
| Giuseppe Laurenti                   | 1988 | 1989      | Deceduto           |
| Massimo Moratti                     | 1989 | 1989      |                    |
| Piero Garavaglia                    | 1989 | 1991      |                    |
| Massimo Moratti                     | 1991 | 1997      |                    |
| Vincenzo Iaconianni                 | 1997 | 2024      |                    |
| Giorgio Viscione                    | 2024 | in carica |                    |

## Commissioni federali
Quadriennio 2020 - 2024
| Commissione                        | Presidente           |
| ---------------------------------- | -------------------- |
| Circuito                           | Maurizio Darai       |
| Offshore                           | Giampaolo Montavoci  |
| Moto d’acqua / Hydrofly / Motosurf | Giorgio Viscione     |
| Giovanile                          | Graziella Fontana    |
| Endurance / Diporto                | Alessandro Andreotti |
| Radiocomandata                     | Andrea Cavalli       |
| Tecnica                            | Fabio Negro          |
| Medica                             | Dr. Giampaolo Pesce  |
| Antidoping                         | Dr. Giampaolo Pesce  |
| Gruppo ufficiali di gara           | Mariagrazia Baroni   |